# Richard Bolton Tinsley
Richard Bolton Tinsley (* 14. November 1875 in Bootle bei Liverpool; † 7. März 1944 in Dumfries) war ein britischer Geschäftsmann und Nachrichtendienstler.

## Leben und Tätigkeit
Nach einer Karriere in der britischen Marine ließ Tinsley sich 1909 in Rotterdam nieder, wo er für die Cunard Linie arbeitete. 1910 wurde er Direktor der Rotterdamer Filiale der Reederei Uranium Steamship Company. Zugleich betrieb er ein Hotel für Auswanderer, die zumeist in die Vereinigten Staaten gingen.
Im März 1911 wurde Tinsley nach Auseinandersetzungen mit den niederländischen Behörden für einige Monate des Landes verwiesen, durfte aber auf Vermittlung des britischen Außenministeriums wieder nach Rotterdam zurückkehren, wobei er sogar einen Entschuldigungsbrief der niederländischen Königin Wilhelmina erhielt.
Während des Ersten Weltkriegs übernahm Tinsey die administrative Leitung der Vertretung des britischen Secret Intelligence Service (SIS) in den Niederlanden (Deckname „T“). Die von ihm geleitete Firma in Rotterdam diente dabei als Fassadenunternehmen, hinter der sich das niederländische SIS-Hauptquartier verbarg. Im Laufe des Krieges baute Tinsley ein umfangreiches Netzwerk von Agenten auf, das ihn mit Informationen versorgte, die den britischen Kriegsinteressen potentiell dienlich sein konnten, welche er dann in Kontext zueinander setzte, auswertete und schließlich nach London weiterleitete. Seine wichtigsten Partner bei dieser Arbeit waren der britische Konsul in Rotterdam, Ernest Maxse, die britischen Attachés Oppenheim und Oppenheimer sowie der Offizier Cummings, wobei Tinsley sich – trotz seiner formal zunächst untergeordneten Stellung – bald zur entscheidenden Persönlichkeit des SIS in den Niederlanden entwickelte: Aufgrund der Effektivität des von ihm aufgebauten Netzwerkes (T-Service), entwickelte dieses sich bald zum größten Netzwerk des SIS außerhalb von Großbritannien, dem mehr als 20 % aller Auslandsagenten des SIS während des Krieges angehörten. So wurde auch ein großer Teil der SIS-Agenten, die nach Belgien und ins Deutsche Reich eingeschleust wurden, von Tinsley gemanagt und durch die Niederlande in diese Länder geschickt. So gelang es seinen Agenten u. a. den deutschen Eisenbahnverkehr (Material- und Truppentransporte usw.) nach Belgien systematisch zu überwachen und zu dokumentieren (dieser Teil seines Netzwerkes brach jedoch 1916 zusammen).
Weitere Tätigkeiten, die in Tinsleys Arbeitsfeld fielen, waren: Die Erstellung einer Schwarzen Liste niederländischer Unternehmen, die Waren nach Deutschland lieferten. Diese wurden, um weiterhin Geschäfte mit Großbritannien machen zu können dazu veranlasst, Agenten von Tinsley einzustellen, um diesen die Möglichkeit zu geben, getarnt als Geschäftsvertreter von mit der deutschen Regierung zusammenarbeitenden niederländischen Firmen, zu Erkundungsreisen ins Deutsche Reich reisen zu können; die Identifizierung deutscher, nach Großbritannien entsandter, Spione; sowie die Unterhaltung von Vertretern der radikalen politischen Linken aus Deutschland, die sich in den Niederlanden aufhielten, wie Carl Minster.
Im Mai 1916 wurde Tinsley durch einen Artikel in der Zeitung De Telegraaf öffentlich als Spion enttarnt, konnte seine Tätigkeit jedoch – trotz deutschen Drucks auf die niederländische Regierung (der Tinsleys Tätigkeit spätestens seit 1915 bekannt war, die sie aber duldete, da er von ihm gesammelte Informationen mit dem niederländischen Generalstab teilte) – fortsetzen. Obwohl in Geheimdienstkreisen als Intrigant galt und vielen Personen im britischen Kriegsministerium und im SIS verhaftet war, und obwohl er während des Krieges in scharfe Auseinandersetzungen mit dem französischen Geheimdienst in den Niederlanden geriet – dem er gemäß seiner Ansicht, dass die Niederlande britisches Zuständigkeitsgebiet seien, während die Franzosen für die Schweiz zuständig seien, Agenten abzuwerben versuchte bzw. überhaupt ihren ganzen Dienst in den Niederlanden zu infiltrieren und zu zersetzen versuchte – blieb er bis zum Kriegsende eine entscheidende Figur des SIS in den Niederlanden.
Auch nach dem Krieg leitete Tinsley noch bis 1923 die SIS-Niederlassung (station) in Rotterdam. Später war er Spediteur für die Royal Mail in Rotterdam.
Kurz vor dem Ausbruch des Zweiten Weltkriegs wurde Tinsley als SIS-Agent reaktiviert. 1940 floh er angesichts der deutschen Besetzung der Niederlande nach Großbritannien.
Von den nationalsozialistischen Polizeiorganen wurde Tinsley derweil als Staatsfeind eingestuft: Im Frühjahr 1940 setzte das Reichssicherheitshauptamt in Berlin ihn auf die Sonderfahndungsliste G.B., ein Verzeichnis von Personen, die im Falle einer erfolgreichen Invasion und Besetzung der britischen Inseln durch die Wehrmacht von den Besatzungstruppen nachfolgenden Sonderkommandos der SS mit besonderer Priorität ausfindig gemacht und verhaftet werden sollten.
Tinsley starb während einer Geschäftsreise nach Schottland.